# Asociación Internacional para la Recreación y el Deporte de las Personas con Parálisis Cerebral
La Asociación Internacional para la Recreación y el Deporte de las Personas con Parálisis Cerebral, cuyo nombre original en inglés es Cerebral Palsy International Sports and Recreation Association (CPISRA), es la federación internacional que regula y promueve los deportes practicados por personas con parálisis cerebral. Fundada en 1978 regula entre otros deportes la boccia y el fútbol 7 adaptado, por medio de federaciones autónomas. Es una de las cinco federaciones internacionales que integran el Comité Paralímpico Internacional (IPC).
CPISRA es la única de las federaciones internacionales deportivas de personas discapacitadas que pone énfasis en la recreación deportiva y la considera una continuidad con el deporte de alto rendimiento. Especialmente, CPISRA considera que las mujeres y las personas con discapacidades más severas, están subrepresentadas en las organizaciones deportivas y en algunos casos discriminadas.

## Historia
A fines de la década de 1960 el movimiento paralímpico había impulsado la práctica de deportes por parte de las personas con discapacidades, pero las personas con parálisis cerebral, referidas también como "espásticas", habían quedado afuera del movimiento, debido a una creencia generalizada, incluso dentro del movimiento paralímpico, de que no podían competir en eventos de alto rendimiento deportivo.
Para promover la práctica del deporte, tanto recreativa como de alto rendimiento entre las personas con parálisis cerebral, se fundó en 1969 la Sociedad Internacional de la Parálisis Cerebral (ICPS), antecedente inmediato de CPISRA. Desde un inicio, se formó dentro de la ICPS un grupo deportivo que en 1972 organizó los primeros Juegos Europeos para Espásticos en Londres y fue formalizado como Comité en 1975.
El Comité de Deportes y Recreación de la ICPS se puso en contacto con la ISOD (Organización Internacional por los Discapacitados), la entidad que por entonces venía organizando los Juegos Paralímpicos -aunque en ese momento aún no recibían ese nombre. Pero ambas organizaciones evidenciaron diferentes enfoques y filosofías sobre el deporte de las personas discapacitadas, mientras que el Grupo Deportivo de la ICPS, quedaba usualmente marginado.
Las tensiones y diferencias de enfoques, así como el auge del movimiento paralímpico, llevó a que, luego de los Juegos Internacionales CP realizados en Edinburgo (1978), los miembros del Comité de Deportes de la ICPS anunciaran su separación y la creación de una nueva organización, la CPISRA.

## Recreación y deportes
CPISRA regula, promociona y organiza actividades recreativas y deportivas por parte de las personas con parálisis cerebral. La organización presta especial atención a la práctica recreativa. Entre los deportes desarrollados por CPISRA para personas con parálisis cerebral se encuentran el CP fútbol (fútbol 7 adaptado), la boccia, el cricket de mesa, frame football (fútbol en andadores), race running (carreras de bicicletas de tres ruedas en pista de atletismo), slalom en silla de ruedas. Además la CPISRA impulsa la práctica de otros deportes adaptados en los que pueden participar personas con parálisis cerebral, como arquería, atletismo, CP bowls, equitación, paraciclismo, paratriatlón, para taekwondo, halterofilia, remo, vela, tiro, vóleibol sentado, natación adaptada, tenis de mesa adaptado, baloncesto en silla de ruedas, esgrima en silla de ruedas y tenis en silla de ruedas. Varios de estos deportes han sido incluidos en los Juegos Paralímpicos.
CPISRA ha promovido la organización autónoma de algunos deportes adaptados a la parálisis cerebral, creando organizaciones específicas, como ha sido el caso de la BISFed (Federación Independiente Deportiva de Boccia), creada en 2012.

## Juegos Mundiales CPISRA
Desde 1989 la CPISRA organiza cada cuatro años, los Juegos Mundiales CPISRA en Nottingham, Inglaterra, llamados también los Juegos Robin Hood, por la ciudad en que se realizan.

## Organización
CPISRA tiene 65 asociaciones nacionales afiliadas: 5 en África, 7 en América, 17 en Asia, 34 en Europa y 2 en Oceanía. Los países de habla hispana que tienen federaciones afiliadas a CPISRA son Argentina, Chile, Colombia, España y México.